# Per Smedegaard
Per Smedegaard (født 1974) er en dansk teaterinstruktør og teaterleder.
Han er udddannet sceneinstruktør fra Statens Teaterskole 2003, og fast tilknyttet Aalborg Teater i repertoireudvalget og som husinstruktør i perioden 2003-05. Fra foråret 2010 er han chef for teatret Svalegangen i Århus.
Udover at instruere, underviser han på dramatikeruddannelsen ved Aarhus Teater og har ofte arbejdet tæt sammen med dramatikere om udviklingen af ny dramatik.
Underviser organisationer i kommunikation og kropssprog.

## Forestillinger
Per Smedegaard har blandt andet iscenesat forestillingerne:
- Jorden rundt på 80 dage og The Hunter Show på Aalborg Teater.
- Spindelvæv på Det Kongelige Teater.
- Den førstefødte på Teater Grob.
- Diamond Dust Shoes og Modern Life på Café Teatret.
- Terrorisme, og Drengene i skyggen på Odense Teater.